# Кахново (Бережанська волость)
Кахново (рос. Кахново) — присілок в Островському районі Псковської області Російської Федерації.
Населення становить 125 осіб. Входить до складу муніципального утворення Бережанская волость.

## Історія
Від 2015 року входить до складу муніципального утворення Бережанская волость.

## Населення
| 2001 | 2002 | 2010 |
| ---- | ---- | ---- |
| 201  | ↘188 | ↘125 |